# 팡테옹 아사스 대학교
파리 팡테옹 아사스 대학교(프랑스어: Université Paris-Panthéon-Assas)는 프랑스 파리의 대학교이다. 파리 제2대학교라고도 불린다. 파리 팡테옹 아사스 대학교는 흔히 프랑스 최고의 법학전문대학원로 불리는 대학으로서 12세기에 설립된 세계에서 두 번째로 오래된 법학부인 파리 법학부의 직계 계승자로 여겨진다. 팡테옹 아사스는 파리 법학 및 경제학부의 직계 상속인으로 명성이 높은 유산을 유지하고 있으며 프랑스 법이 탄생한 매우 상징적인 장소의 지속 가능성을 보장한다.
1970년 파리 대학("소르본"으로 알려짐)이 분할된 후, 5월 68일 사건 이후, 법학 교수들은 교수진의 미래에 대해 결정해야 했다. 대부분의 법학 교수(108명 중 88명)는 법학부를 유치한 동일한 두 건물 내에서 동일한 프로그램을 제공하는 법대를 만들고 합류하여 파리 법학부를 영속시키기로 결정했다. 나머지 교수들은 새로운 팡테옹 소르본 대학교(Université Paris 1 Panthéon-Sorbonne)를 포함한 다학문 대학에 합류했다. 팡테옹 아사스는 현재 소르본 대학교의 법률 과정을 독립 대학으로 제공하고 있으며 공식적으로 교수진으로 통합되는 것을 거부했다.
학사에서 석사까지 접근할 수 있는 200개 이상의 고급 과정을 제공하는 이 대학은  법학, 정치학, 경제학, 언론학 공공 및 민간 경영을 전문으로 하는 5개의 학과로 구성되어 있으며 24개의 연구 센터와 5개의 전문 박사 과정 학교를 운영하고 있다. 대학 이름은 두 개의 주요 대학 센터인 팡테옹 광장(Place du Panthéon)에 위치한 팡테옹 센터와 루이 다사스(Louis d'Assas)를 연상시키는 아사스 거리 뤼 다사스(Rue d'Assas)에 위치한 아사스 센터의 이름을 따서 지어졌다.
프랑스 대통령, 총리, 장관, 정치인 및 전 세계의 많은 국가 원수 및 정부 원수들이 파리 팡테옹 아사스 대학교를 다녔던 것으로 알려져 있다.

## 개요
법학에서 우수한 것으로 유명하며, 프랑스 최고의 법학대학으로 묘사된다.

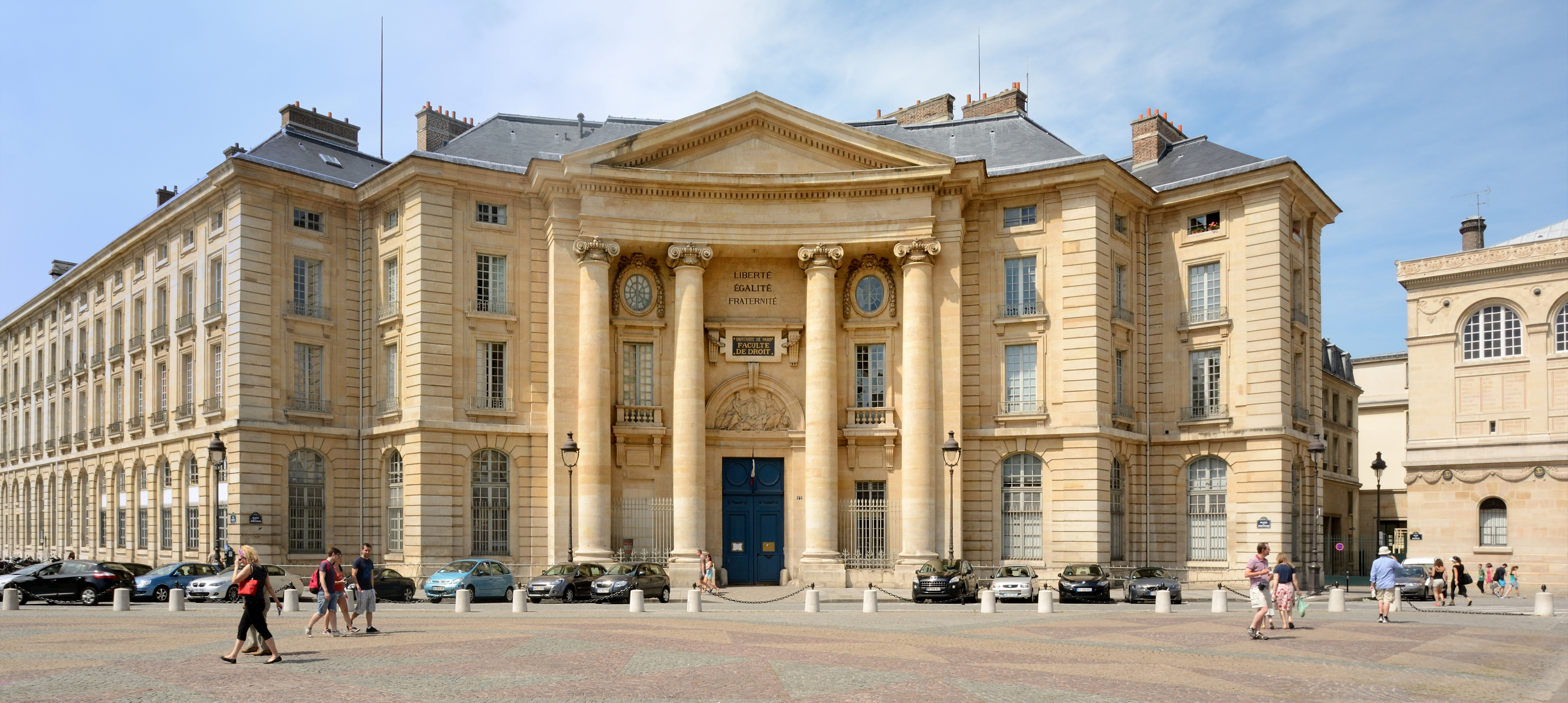
팡테옹 센터의 정면

에드유니버설 랭킹에서 프랑스 1위에 올라 있다. 영어권 출판물을 기준으로 한 QS 세계대학순위에서는 전 세계 51~100위에 올라 있다. 법학과 학부 과정은 에드유니버설에서 프랑스 1위를 차지하는데, 유일하게 별 4개를 받았다. 학제간 학위에서 법학과 영어 분야 1위를 차지했다. 대학원 법학 과정도 우수성을 인정받아 유럽 5위(프랑스 1위)에 올라 있다.
1970년 파리대학교가 나눠지면서 법대 교수는 대부분이 법학부 및 경제학부를 신설하고 같은 건물에서 같은 교육과정을 제공함으로써 교수 경력을 이어갈 것을 선택했기 때문에 이 대학교는 파리대학교 법학 · 경제학부(1257~1970년)의 직접적인 계승자로 간주되고 있다. 현재 소르본대학교 법학 과정을 개설하고 있으므로 그 법학부라고 할 수도 있다.
1971년 설립 이후 프랑스와 전 세계에서 대통령 2명, 총리 4명, 기타 장관 37명을 배출했다. 동문 40명이 국회의원이 되었다.

## 역사

### 파리 대학의 탄생과 법학
1200년 1월 15일 칙령으로 필립 오귀스트 왕이, 1215년 인노첸시오 3세의 교황 교서, 1231년 그레고리우스 9세에 의해 승인된 파리 대학교는 유럽에서 번성하고 관개 시설을 갖춘 최초의 대학교 중 하나이다. 당시 파리 대학교에는 법령(또는 교회법), 의학, 신학 및 교양 학부의 4개 학부가 있었다.

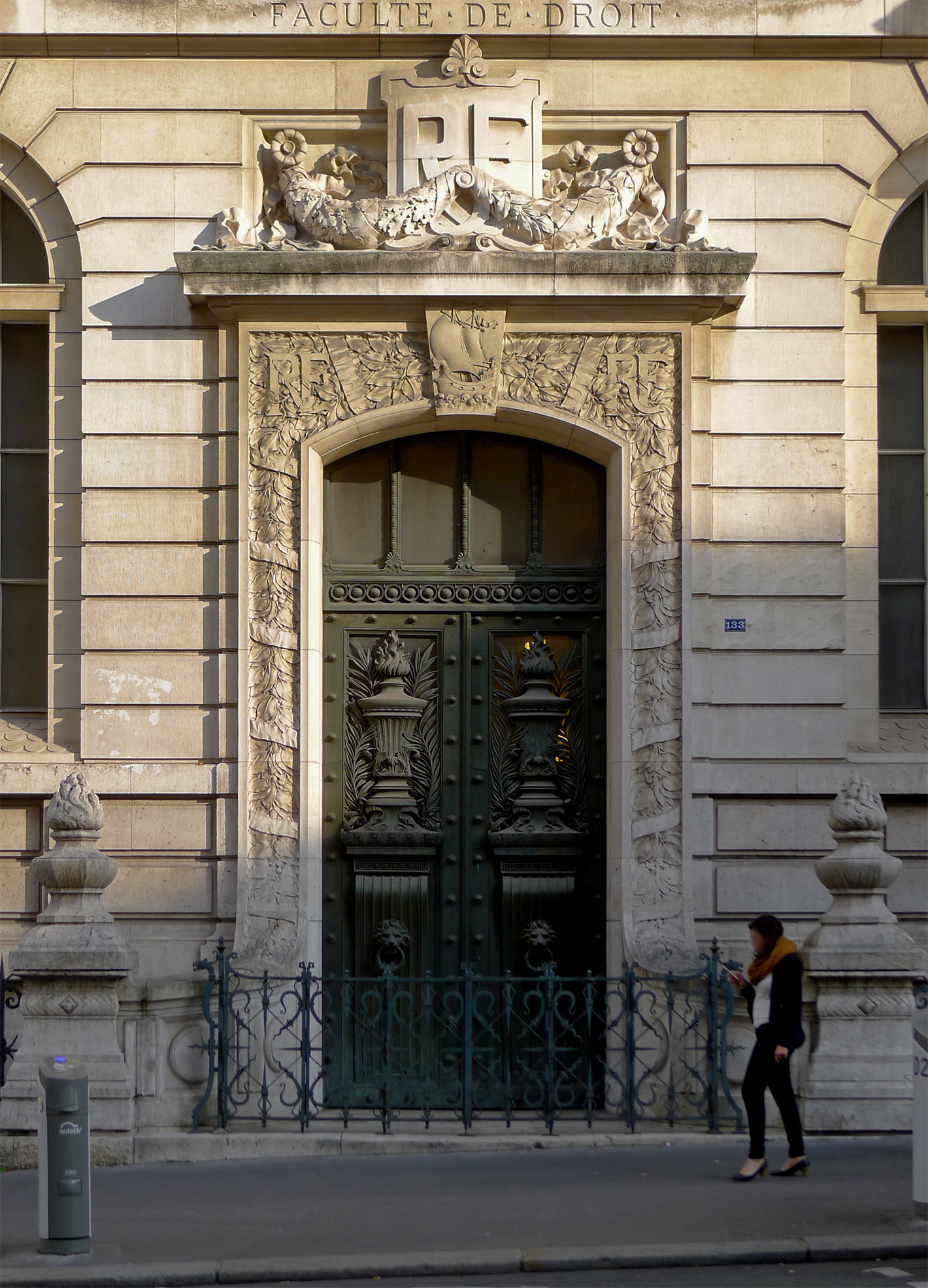
Rue Saint-Jacques에서 팡테옹 센터 뒷문

### 17세기와 18세기 법학부
루이 14세는 1679년 생제르맹 칙령에 의해 법학부를 설립했고, 그곳에서 지금부터 교회법 외에 로마법과 프랑스법을 가르쳤다.
프랑스 법의 출생 증명서이다. 1762년 리지외 대학에서 예수회가 축출된 후, 퐁 에 쇼세(Ponts et Chaussées) 원장이자 법학부의 명예박사였던 트뤼데인(Trudaine)은 그 자리에 학부를 위한 새 건물 건설을 허가했다.

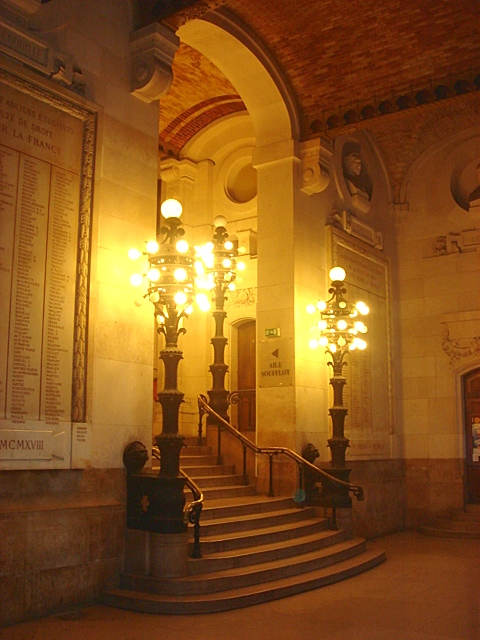
뤽상부르 공원을 마주한 팡테옹 센터의 남쪽 윙 내부

Rue Saint-Jean de Beauvais에 처음 설립된 법학부는 1772년 건축가 Soufflot이 설계한 건물로 이전했다. 이 건물은 현재의 팡테옹 광장(Place du Panthéon)이자 오늘날에도 여전히 파리 팡테옹 아사스 대학교의 본부이다.
1793년에 폐쇄된 법학부는 민법과 1804년 3월 13일 법이 공포된 후 1805년 11월 22일 나폴레옹 1세에 의해 다시 개설되어 현대적인 법학 학교가 탄생했다.

### 파리 법학부
19세기 동안 팡테옹 광장의 건물은 학생 수의 증가에 직면하여 너무 비좁은 것으로 판명되었고 소르본에서 법률 과정이 개설되었으며, 소르본 교회는 새로 만들어진 법학부의 섹션 중 하나에서 사용할 수 있게 되었다.
파리 대학을 현대화하기 위해 제3공화국이 19세기 말에 했던 중요하고 상징적인 노력은 건축가 앙리 폴 네노(Henri-Paul Nénot)에 의해 새로운 소르본느의 주요 건축 건설 현장에 반영되었으며, 리슐리외의 황폐해진다.
18세기 조각상 걸작인 지라르동의 리슐리외 무덤이 있는 파리 최초의 로마식 돔인 자크 르메르시에 교회는 다행히 보존될 예정이다. Montagne Sainte-Geneviève의 이 부분에 대한 거대한 건설 작업과 완전한 재개발로 인해 현재 Place du Panthéon, rue Cujas, rue Saint-Jacques and rue Soufflot은 원래 Soufflot 건물을 확장한 새 건물이 1900년에 개장했다.

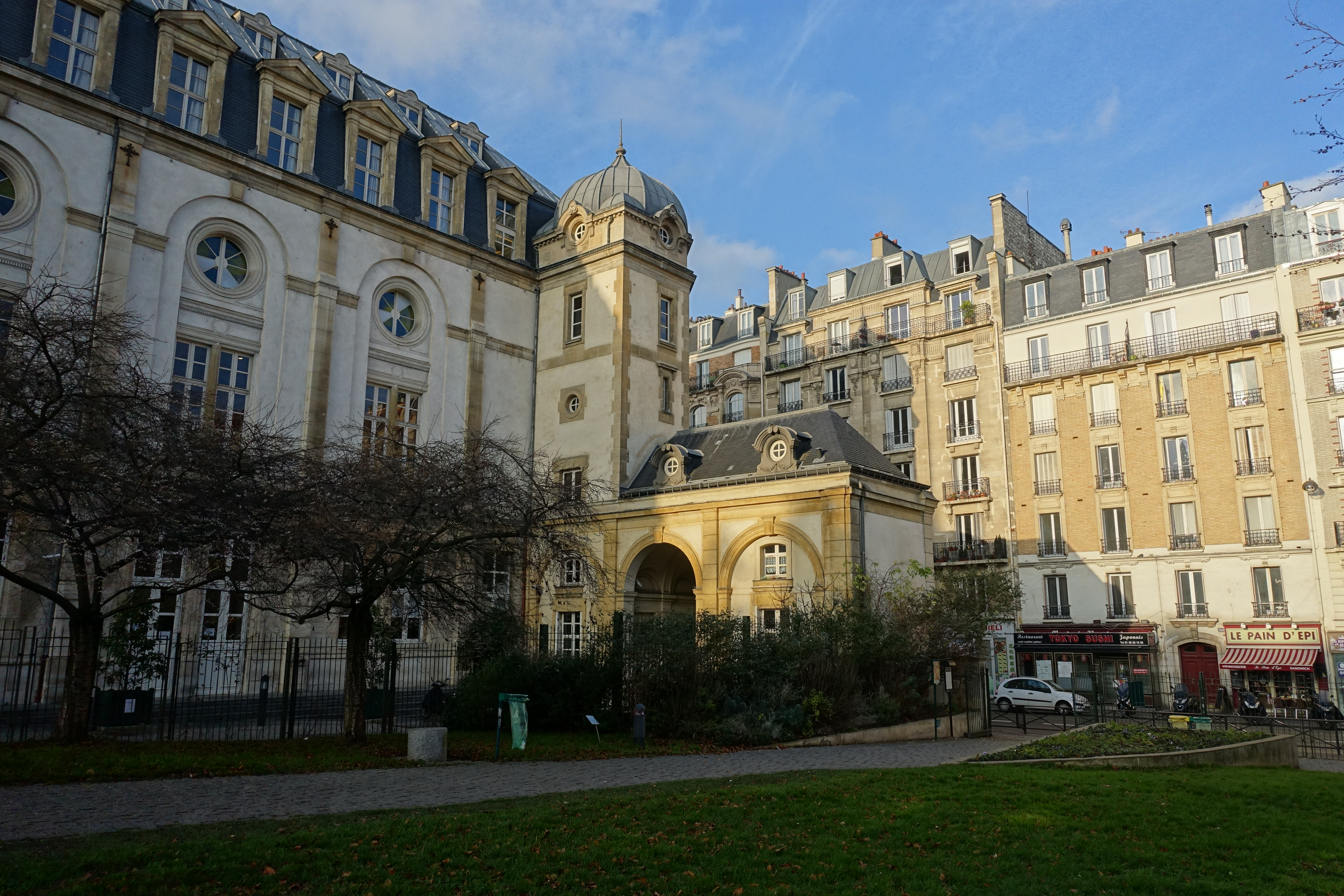
Rue de Vaugirard의 캠퍼스

1960년대 초, 건축가 Le Maresquier가 rue d'Assas에 지은 현대적인 센터는 계속해서 증가하는 학생들을 수용했다. 아사스 센터는 건축가 Alain Sarfati에 의해 2009년부터 2016년까지 완전히 재설계되었다.

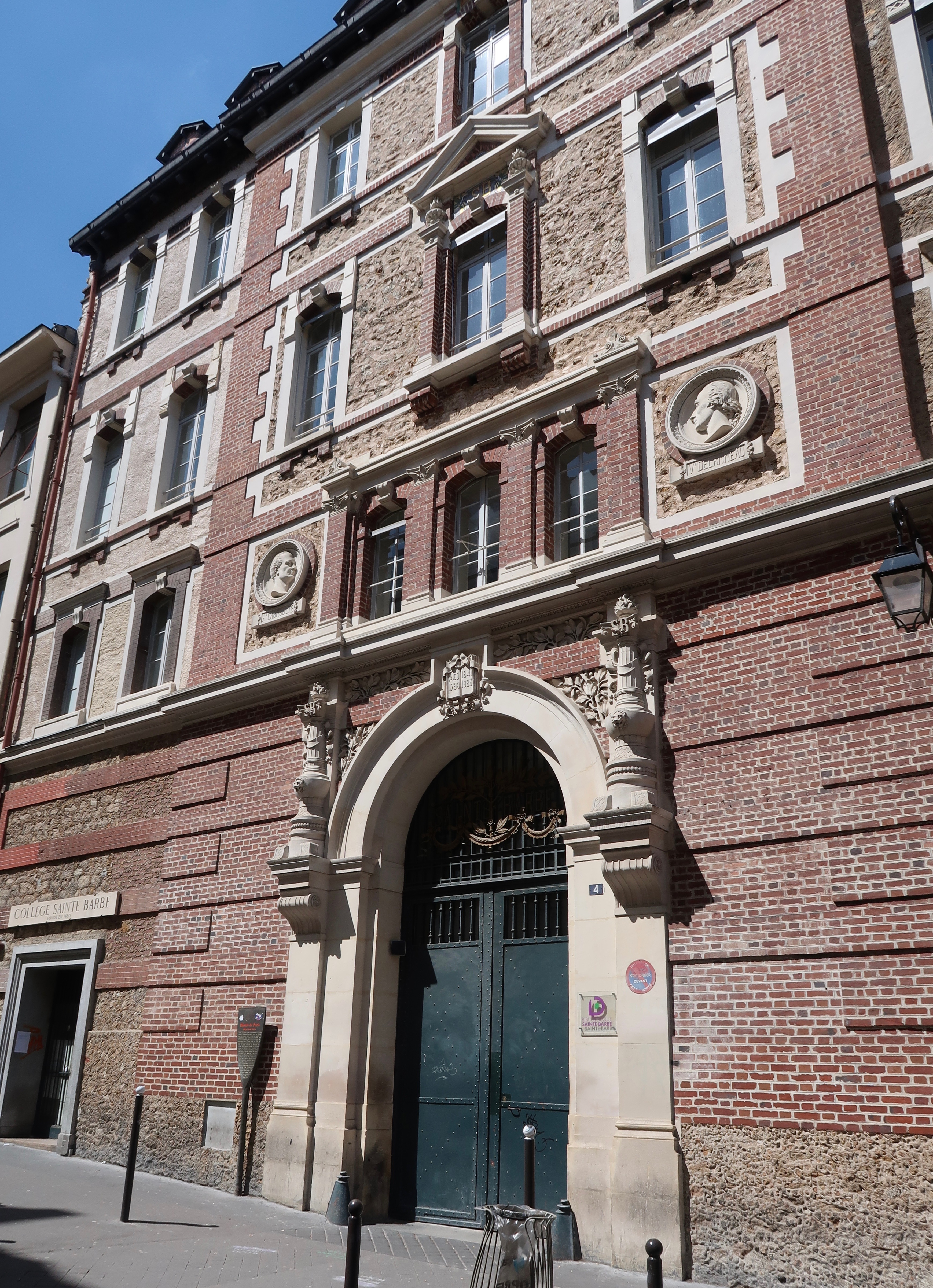
Collège Sainte-Barbe, 입구

1968년 5월 사건 이후, 1968년 11월 12일의 Edgar Faure 오리엔테이션 법은 대학계를 크게 뒤흔들었고 학부의 존재를 종식시켰다. 이 법안은 이전 파리 대학교를 9개에서 13개의 새로운 기관으로 분할하는 것을 제재한다. 여기에는 룩셈부르크 정원 교차로 주변의 두 역사적 장소의 이름을 따온 파리 팡테옹 아사스 대학교 대학교가 포함된다.

### 오늘날의 대학
팡테옹 아사스 대학교는 파리 법학 및 경제학부의 직계 상속인으로서 명성 높은 유산을 유지하고 있으며 프랑스 법이 탄생한 매우 상징적인 장소의 지속 가능성을 보장한다. 우수한 교육과 연구를 유지함으로써 오늘날의 대학은 미래 세대를 생각하고 역사를 만든 모든 사람들에게 경의를 표한다.

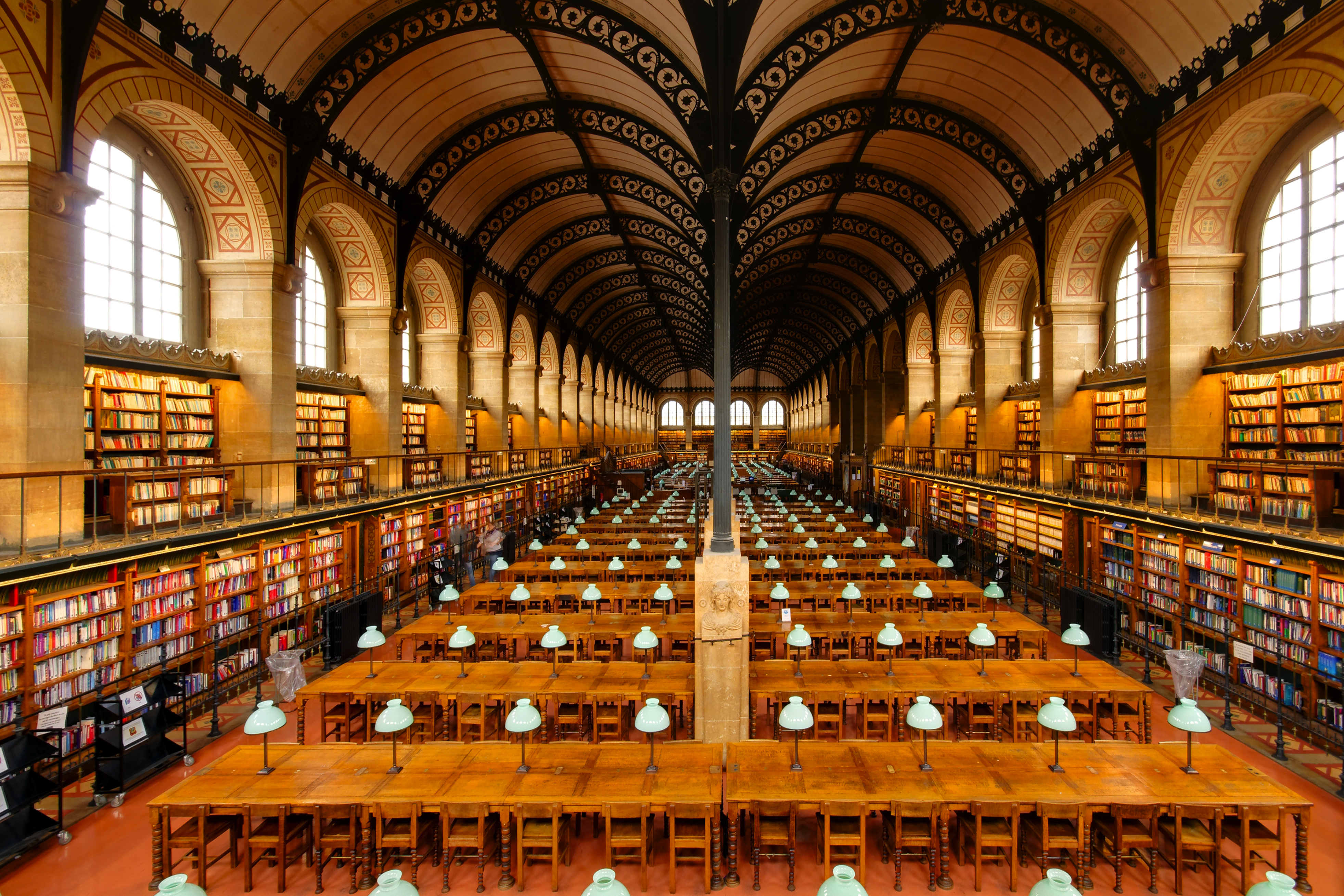
파리 생트제네비에브 도서관 열람실

경제 및 관리, 정치학, 정보 및 통신 과학 등과 함께 법률에 생명과 발전을 계속 가져오고 있다.

## 주목할만한 동문

### 프랑스 정치
프랑스 정치에서 중요한 역할을 한 파리 제2대학교 동문 중에는 전 대통령, 총리, 장관, 의원, 정치인들이 있다. 프랑스에서는 대통령 1명, 총리 2명, 법무장관 3명, 내무장관 3명, 국방장관 2명, 노동장관 2명, 재무장관 2명, 환경장관 1명을 배출했다.
- 프랑수아 올랑드 (François Hollande) : 전 프랑스 대통령.

- 도미니크 드 빌팽 (Dominique de Villepin) : 전 프랑스 총리, 전 내무장관, 전 외무장관.

- 장 피에르 라파랭(Jean-Pierre Raffarin) : 전 프랑스 총리 겸 상원의원.

- 클로드 시라크 (Claude Chirac): 자크 시라크 전 프랑스 대통령의 딸이자 고문인.

- 미셸 알리오 마리 (Michèle Alliot-Marie) : 전 프랑스 법무부 장관, 내무부 장관, 국방부 장관, 외무부 장관.

- 크리스티안 토비라(Christiane Taubira) : 프랑스 법무부 장관, 전 프랑스 국회 의원, 전 유럽 의회 의원.
- Sébastien Lecornu : 프랑스 전 내무부 장관, 현재 국방부 장관

- Martine Aubry : 전 프랑스 사회당 제1서기, 릴 시장, 전 사회부 장관, 국회의원.

- 라치다 다티(Rachida Dati) : 유럽 의회 의원이자 전 프랑스 법무장관인.

- François Baroin : 프랑스 국회 의원, 전 프랑스 재무부 장관, 내무부 장관 및 해외 영토 장관.

- 마린 르 펜(Marine Le Pen) : 저명한 정치인이자 대통령 결선 진출자.

- Claude Goasguen : 프랑스 국회의원 이자 전 장관.
- 브루노 골니쉬 (Bruno Gollnisch) : 유럽 의회 의원이자 전 프랑스 국회 의원.
- 코린 르파주 (Corinne Lepage) : 유럽의회 의원, 전 프랑스 환경장관.
- 가브리엘 아탈 (Gabriel Attal) : 프랑스 정부 대변인.

### 다른 나라 국가 원수 및 정부 원수
2015~2020년 그리스 제7대 대통령 프로코피스 파블로풀로스와 2014~2016년 중앙아프리카공화국 최초의 여성 대통령 캐더린 삼바-판자도 이 대학 동문이다.

## 프랑스의 가장 권위 있는 학교 중 하나
Parcousup (프랑스어)을 통해 매년 14,000명의 후보자가 팡테옹 아사스 대학교의 법학 학위에 지원한다.
그러나 파리의 뤽상부르 정원에서 멀지 않은 2012년에 개조된 건물을 산책할 기회를 얻으려면 특권층 중 한 명이어야 한다.
첫해에 933명의 학생을 수용할 수 있는 이 대학교는 특히 선택적이기 때문에 후보자의 6.6%만 입학 허가를 받는다.